# Kolberg (film)
Kolberg is de laatste propagandafilm van nazi-Duitsland die op 30 januari 1945 in première ging. Terwijl het einde van het Derde Rijk nabij was, moest de film Duitsers inspireren om de strijd met alle middelen voort te zetten.

## Opdracht
Op 1 juni 1943 kreeg de Duitse filmregisseur Veit Harlan van propagandaminister Joseph Goebbels de opdracht om een speelfilm te maken over het beleg van Kolberg in 1807. Het Pruisische leger, gesteund door een burgermilitie, hield toen maandenlang stand tegen Napoleons troepen. De film kreeg dezelfde titel als de stad. De film moest dezelfde boodschap verkondigen als Goebbels' toespraak over de Totale Oorlog van februari 1943. De volharding van militairen én burgers in de vesting Kolberg tijdens de Franse belegering van 1807 moest de Duitse filmkijkers tot voorbeeld dienen om de strijd tegen de geallieerden met alle middelen voort te zetten.

## Cast
Kolberg werd geproduceerd in het in 1936 ontwikkelde Agfacolor, het equivalent van het legendarische Amerikaanse Technicolor. Harlan kon beschikken over een sterrencast. De acteur die de film voor een belangrijk deel droeg, was Heinrich George. Hij speelde Joachim Nettelbeck, de leider van het burgerverzet. Vestingcommandant August Neidhardt von Gneisenau werd gespeeld door Horst Caspar. De slechterik, de impopulaire voorganger van Gneisenau, kolonel Lucadou, werd vertolkt door Paul Wegener. De fictieve Maria werd vertolkt door Harlans echtgenote, de knappe blondine Kristina Söderbaum.
| Acteur               | Personage                          | Beschrijving                                           |
| -------------------- | ---------------------------------- | ------------------------------------------------------ |
| Kristina Söderbaum   | Maria                              | een boerendochter die audiëntie krijgt bij de koningin |
| Heinrich George      | Joachim Nettelbeck                 |                                                        |
| Paul Wegener         | General Ludwig Moritz von Loucadou |                                                        |
| Horst Caspar         | August Neidhardt von Gneisenau     |                                                        |
| Gustav Diessl        | Ferdinand von Schill               |                                                        |
| Otto Wernicke        | Werner                             | Boer                                                   |
| Kurt Meisel          | Claus                              |                                                        |
| Claus Clausen        | Frederik Willem III van Pruisen    |                                                        |
| Irene von Meyendorff | Louise van Mecklenburg-Strelitz    |                                                        |
| Greta Schröder       | Sophie Marie von Voß               |                                                        |
| Franz Herterich      | Keizer Frans II                    |                                                        |
| Jakob Tiedtke        |                                    | eigenaar schip                                         |
| Paul Bildt           |                                    | Rector                                                 |
| Charles Schauten     | Napoleon Bonaparte                 |                                                        |
| Theo Shall           | Louis Henri Loison                 |                                                        |
| Werner Scharf        | Pietro Teulié                      |                                                        |
| Jaspar von Oertzen   | Louis Ferdinand van Pruisen        | Geschrapte rol                                         |

## Opnamen
Met de opnamen voor de film werd op 22 oktober 1943 begonnen. Wat betreft productiemiddelen ontbrak het Harlan aan niets. Terwijl de Duitse samenleving volledig in het teken stond van de oorlogsproductie en bijkomstige spaarzaamheid, kon Harlan beschikken over alles wat hij nodig dacht te hebben voor het maken van zijn film. Goebbels had hem in een decreet van 4 juli 1943 een productiebudget van vier miljoen Rijksmark toegezegd. Dat zou ruimschoots overschreden worden, volgens sommige tellingen tot wel 8,5 miljoen RM.
Naast een gigantisch budget kreeg Harlan van Goebbels ook de volmacht om militairen in te zetten. Afdelingen van Wehrmacht, staat en partij moesten hem helpen. Duizenden militairen werden ingezet als figurant in een tijd dat eigenlijk elke gezonde volwassen man (en vrouw) ingezet moest worden ten gunste van de oorlogsinzet, ofwel de Totale Oorlog. Bij mankracht alleen bleef het niet, want ook twee- tot drieduizend paarden werden gebruikt.
Buitenopnamen vonden niet alleen in Kolberg plaats, maar ook in het dertig kilometer westelijker en iets verder landinwaarts gelegen Treptow. Daarnaast liet Harlan in Gross-Glienicke bij Berlijn een deel van de oude stad Kolberg nabouwen.
In augustus 1944 zaten de opnamen voor de film erop. Het filmen had langer geduurd dan de bedoeling was geweest, want eigenlijk had de film in december 1943 al in de bioscopen moeten draaien. Tien maanden filmen had 90 uur aan opnamen opgeleverd. Voor de filmrollen van celluloid was cellulosenitraat het hoofdbestanddeel en dat werd ook gebruikt door de wapenindustrie.  Ook aan jodium, noodzakelijk voor de productie van filmnegatieven, was een gebrek, vanwege de grote vraag door de oorlogsindustrie.

## Première en vertoning
Er gingen nog verschillende maanden overheen voordat de film klaar was en teruggebracht was tot een speelduur van 111 minuten. Goebbels was niet tevreden over de eerste versie van de film. Hij vond deze te pacifistisch en bemoeide zich actief met het bewerken van de montage. Na verschillende aanpassingen ging de film op 30 januari 1945 in première in de Duitse vesting in La Rochelle in Frankrijk en in Berlijn. Een kopie van de film was boven La Rochelle afgeworpen vanuit een vliegtuig.
Vanwege het tekort aan cellulosenitraat lukte het niet om meer dan vijftig kopieën van de film te maken. Het is onbekend of alle kopieën op de plaats van bestemming arriveerden. Behalve in dertien bioscopen in Berlijn, zou Kolberg in het Duitse rijk gedraaid hebben in: Breslau, Königsberg, Danzig, Neisse, München, Wenen en Hamburg. De Amerikaanse media-historicus David Culbert schat dat slechts enkele duizenden Duitsers de film zagen tijdens de oorlog.

## Na de oorlog
De stad Kolberg viel in maart 1945 in handen van het Rode Leger. Kolberg werd na de oorlog door de geallieerde bezettingsbesturen op de lijst van verboden films gezet. Terwijl het vertonen van Kolberg in Duitsland verboden was, draaide de film kort na de oorlog wel in enkele landen die tijdens de Tweede Wereldoorlog neutraal waren gebleven of hierin geen grote rol hadden gespeeld, waaronder Zwitserland, Zweden en Argentinië. In West-Duitsland vond in 1964 in de kunstacademie van Berlijn de eerste naoorlogse vertoning plaats. In 1965-1966 werd de film door filmdistributeur Atlas Film weer in omloop gebracht in de West-Duitse bioscopen, echter wel in aangepaste vorm, voorzien van een begeleidende historische inleiding.